# آلفرد کودرینگتون
آلفرد کودرینگتون (انگلیسی: Alfred Codrington; ۴ مهٔ ۱۸۵۴ – ۱۲ سپتامبر ۱۹۴۵) فرد نظامی اهل بریتانیا بود. وی همچنین برندهٔ جوایزی همچون نشان سلطنتی ویکتوریایی و نشان حمام شده‌است.